# Myst IV: Revelation
Myst IV: Revelation kwam uit in 2004 en is het vijfde spel uit de Myst-serie. Het is ontwikkeld en gepubliceerd door Ubisoft in 2004 en kwam een jaar later uit na Uru: Ages Beyond Myst.
In het spel wordt wederom als de Vreemdeling gespeeld, dit keer om uit te vinden of de twee zonen van Atrus, Sirrus en Achenar, ten goede veranderd zijn.

## Spel
Myst IV: Revelation is een avonturenspel waarin de speler vanuit een eerstepersoon rond kijkt en via speciale boeken kan linken naar andere Ages. Het spel kan niet vrij doorlopen worden, er kan alleen een aangegeven pad worden gevolgd.
Revelation kreeg een aantal verbeteringen om puzzels beter op te kunnen lossen. In het begin van het spel krijgt de speler een camera, die kan worden gebruikt om foto's te maken van aanwijzingen of hints. De speler kan ook gebruik maken van een dagboek om aantekeningen in te maken.

## Plot
In het begin van het spel wordt de speler uitgenodigd door Atrus om naar de Age van Tomahna te komen. Hier vertelt Atrus dat zijn zonen Sirrus en Achenar niet waren omgekomen toen hij de Prison Books verbrandde, en zijn opgesloten in de Ages van Spire en Haven om tot inkeer te komen. De dochter van Atrus en Catherine, Yeesha, neemt de Vreemdeling mee naar Atrus die zal vragen om beide Ages te bezoeken en te bekijken of de zonen vrijgelaten kunnen worden.

## Hoofdpersonen
Belangrijke personen in het spel zijn:
- De Vreemdeling, deze moet de Ages bezoeken en puzzels oplossen om het spel tot een goed einde te brengen.
- Atrus, geeft de opdracht om Sirrus en Achenar te bezoeken in Spire en Haven.
- Yeesha, de dochter van Atrus en zijn vrouw Catherine.
- Sirrus en Achenar, de zonen van Atrus en Catherine.

## Muziek
Componist Jack Wall schreef en dirigeerde de muziek voor Revelation. De muziek die hij schreef was na Myst III: Exile zijn tweede opdracht voor spelmuziek. Wall hergebruikte hiervoor een aantal thema's uit eerdere Mystspellen. Daarnaast bevat Revelation ook een nummer van Peter Gabriel, genaamd "Curtains". Gabriel is tevens te horen als voice-over in het spel.

## Prijs
In 2004 won het de 'Beste Avonturenspel'-prijs van GameSpot.